# Acrographinotus erectispina
Acrographinotus erectispina is een hooiwagen uit de familie Gonyleptidae. De wetenschappelijke naam van Acrographinotus erectispina gaat  terug op Roewer.